# Grimethorpe
Grimethorpe är en ort i Storbritannien.   Den ligger i distriktet Barnsley i South Yorkshire i riksdelen England, i den centrala delen av landet, 240 km norr om huvudstaden London. Grimethorpe ligger 49 meter över havet och antalet invånare är 1 873.
Terrängen runt Grimethorpe är platt. Runt Grimethorpe är det tätbefolkat, med 659 invånare per kvadratkilometer. Närmaste större samhälle är Rotherham, 16,3 km söder om Grimethorpe. Trakten runt Grimethorpe består till största delen av jordbruksmark.